# Lynskak
Lynskak er skak spillet med skakur og med en betænkningstid på 1 – 10 minutter til hele partiet. I nogle varianter får man lagt tid til ved hvert træk, hvilket dog kræver et digitalt skakur.
Den normale betænkningstid i lynskak er 5 minutter, men der findes også andre typer:
- 1 eller 2 minutters betænkningstid, også kaldet bullet, som typisk findes på internet.
- 3 minutters betænkningstid, også kaldet hurtiglyn.
- 10 minutters betænkningstid.
- Armageddon lynskak, er en variant hvor der skal findes en vinder. Den ene part får en tidsfordel, men skal til gengæld vinde partiet, mens modparten får sejren, hvis partiet ender remis.[1]
- Desuden findes der med digitale skakure muligheden for at få lagt et antal sekunder til sin betænkningstid for hvert træk, man udfører.

Hvis betænkningstiden ligger mellem 15 minutter og en time til et parti, kaldes det hurtigskak.

## Særlige regler for lynskak
Verdensskakforbundet FIDE angiver i sin håndbog en række regler for lynskak, der adskiller sig fra reglerne ved almindelig skak:
- Man skal ikke notere sine træk på et stykke papir.
- Hvis bræt eller brikker er blevet stillet forkert op, eller urene er sat forkert fra start, begynder man ikke forfra, hvis der er gået mere end tre træk. Hvis kongen ikke står rigtigt, må man ikke rokere.
- Ved et ulovligt træk fra modstanderen kan man erklære partiet for vundet, hvis man ikke selv har udført et træk. Det ulovlige træk er dog først udført, når den der har trukket, har trykket på skakuret. Hvis man ikke har brikker til at sætte mat selv, kan man dog kun erklære partiet remis.
- Det er op til spillerne selv at holde øje med tiden. Hvis man erklærer partiet vundet på tid, skal man stoppe uret og modstanderens tid skal være gået, mens ens egen tid ikke er det.
- Hvis begge har overskredet betænkningstiden er partiet remis.

Den australsk fødte amerikanske stormester Walter Browne var i 1988 en af stifterne af World Blitz Chess Association, som havde en række yderligere regler:
- Hvis en spiller vælter skakuret, får modstanderen lagt et minut til sin betænkningstid.
- Remis ved trækgentagelse kræver fire træk i stedet for tre.
- Man skal have brikker der kan sætte mat for at kunne vinde på tid, ellers får man kun remis.
- Desuden er der en række stillinger, som kan erklæres for remis:
  - Når hver part kun har samme type brik tilbage, og der ikke kan vises en forceret gevinst inden for to minutter.
  - Hvis spillerne har løbere af modsat farve, og der kun er en bonde tilbage, og denne kan blokeres.
  - konge og randbonde mod konge, hvis modstanderkongen når ned foran bonden.
  - Konge, tårn og randbonde mod konge og tårn, hvis bonden er blokeret og der ikke er en umiddelbar gevinst.

## Turneringer i lynskak
Der afholdes få officielle turneringer i lynskak, men i en skakklub kan man f.eks. afholde en hel turnering på en klubaften. Under DM i skak, også kaldet "Påsketurneringen", er der tradition for langfredag at afholde et uofficielt DM i lynskak.
Da FIDE i årene 1999-2004 afviklede VM i skak som en knockoutturnering, anvendte man hurtigskak og lynskak som tiebreak, når en match endte lige. Dermed har lynskakken vundet officielt indpas.
Der har tidligere været afholdt uofficille verdensmesterskaber i lynskak, bl.a. vandt veteranen Mikhail Tal overraskende et VM i 1988 foran Garri Kasparov og Anatolij Karpov.
Fra 2006 afvikles der et VM, som er sanktioneret af FIDE. Her er betænkningstiden fire minutter plus to sekunder pr. udført træk. Dvs., at når man har udført 30 træk har man samlet fået lagt et minut til sin betænkningstid.

### Vindere af VM i lynskak
| #  | Navn                                   | År   | Land          |
| -- | -------------------------------------- | ---- | ------------- |
| 1  | Robert James Fischer                   | 1970 | USA           |
| 2  | Mikhail Tal                            | 1988 | Sovjetunionen |
| 3  | Alexander Grischuk                     | 2006 | Rusland       |
| 4  | Vassily Ivanchuk                       | 2007 | Ukraine       |
| 5  | Leinier Domínguez                      | 2008 | Cuba          |
| 6  | Magnus Carlsen                         | 2009 | Norge         |
| 7  | Levon Aronian                          | 2010 | Armenien      |
| 8  | Alexander Grischuk                     | 2012 | Rusland       |
| 9  | Lê Quang Liêm                          | 2013 | Skabelon:VIE  |
| 10 | Magnus Carlsen                         | 2014 | Norge         |
| 11 | Alexander Grischuk                     | 2015 | Rusland       |
| 12 | Sergey Karjakin                        | 2016 | Rusland       |
| 13 | Magnus Carlsen                         | 2017 | Norge         |
| 14 | Magnus Carlsen                         | 2018 | Norge         |
| 15 | Magnus Carlsen                         | 2019 | Norge         |
| -  | Ikke afholdt pga. Coronaviruspandemien | 2020 |               |
| 16 | Maxime Vachier-Lagrave                 | 2021 | Frankrig      |
| 17 | Magnus Carlsen                         | 2022 | Norge         |
| 18 | Magnus Carlsen                         | 2023 | Norge         |

| # | Navn                                   | År   | Land       |
| - | -------------------------------------- | ---- | ---------- |
| 1 | Susan Polgar                           | 1992 | Ungarn     |
| 2 | Kateryna Lagno                         | 2010 | Ukraine    |
| 3 | Valentina Gunina                       | 2012 | Rusland    |
| 4 | Anna Muzychuk                          | 2014 | Slovenien  |
| 5 | Anna Muzychuk                          | 2016 | Ukraine    |
| 6 | Nana Dzagnidze                         | 2017 | Georgien   |
| 7 | Kateryna Lagno                         | 2018 | Rusland    |
| 8 | Kateryna Lagno                         | 2019 | Rusland    |
| - | Ikke afholdt pga. Coronaviruspandemien | 2020 |            |
| 9 | Bibisara Assaubayeva                   | 2021 | Kasakhstan |

## Kritik
Mange af de bedste skakspillere tager ikke lynskak lige så seriøst som almindelig skak. Flere citater fra nogle af verdens højest ratede spillere understreger dette:
- "Hurtigskak og lynskak er først og fremmest til underholdning." — Magnus Carlsen[21]
- "Ja, jeg har spillet et parti lynskak engang. Det var i tog i 1929." — Mikhail Botvinnik[22]
- "Den, som analyserer lynskak, er uintelligent." — Rashid Nezhmetdinov[22]
- "Lynskak slår dine ideer ihjel." — Bobby Fischer[22]
- "Lynskak – er kun for fornøjelsens skyld." — Vladimir Kramnik[23]
- "Jeg spiller alt for meget lynskak. Det får hjernen til at rådne lige så sikkert som alkohol." — Nigel Short[24]
- "Lynskak er simpelthen spild af tid." — Vladimir Malakhov[25]
- "Lynskak er blot at få stillinger, hvor du kan flytte hurtigt. Jeg synes ikke, det er skak." — Hikaru Nakamura[26]